# Frank Pfeil
Frank Pfeil (* 28. März 1960 in Wittenberge) ist ein deutscher Verwaltungsbeamter. Er war von Dezember 2017 bis Dezember 2019 Staatssekretär im Sächsischen Staatsministerium für Umwelt und Landwirtschaft, von Dezember 2019 bis Juni 2022 Staatssekretär im Sächsischen Staatsministerium für Regionalentwicklung und von Juli 2022 bis Dezember 2024 Staatssekretär Sächsischen Staatsministerium des Innern.

## Leben
Das Lehrerstudium an der Pädagogischen Hochschule Dresden (PHD) schloss Pfeil mit einem Diplom für Geografie und Mathematik ab. Er blieb als wissenschaftlicher Assistent an der PHD und war dort zuletzt von 1989 bis 1992 wissenschaftlicher Sekretär und Referent in der Hochschulleitung.
Nach der Hochschulschließung blieb Pfeil in Dresden und wechselte in den sächsischen Staatsdienst, wo er Aufgaben im Sächsischen Staatsministerium des Innern, beim Landesvermessungsamt Sachsen und im Regierungspräsidium Dresden übernahm. Er war 2006/2007 Leiter der Stabsstelle zur Verwaltungsreform im Innenministerium. Ab 2009 war er im gleichen Ressort Abteilungsleiter.
Durch die Bildung des Kabinetts Tillich III infolge der sächsischen Landtagswahl Ende August 2014 war Pfeil vom 13. November 2014 bis Dezember 2017 Staatssekretär im Sächsischen Staatsministerium für Kultus. Im Zuge der Kabinettsneubildung durch Michael Kretschmer wurde Pfeil am 18. Dezember 2017 zum Staatssekretär im Sächsischen Staatsministerium für Umwelt und Landwirtschaft ernannt. Im Zuge der Bildung des Kabinetts Kretschmer II im Dezember 2019 wurde er Staatssekretär im Sächsischen Staatsministerium für Regionalentwicklung. Zum Juli 2022 wechselte er auf den Posten des Staatssekretärs im Sächsischen Staatsministerium des Innern. Im Zuge der Bildung des Kabinetts Kretschmer III schied er am 19. Dezember 2024 aus dem Amt des Staatssekretärs aus.